# Região Geográfica Imediata de Araçuaí
A Região Geográfica Imediata de Araçuaí é uma das 70 regiões imediatas do estado brasileiro de Minas Gerais, uma das sete regiões imediatas que compõem a Região Geográfica Intermediária de Teófilo Otoni. Criada em 2017 pelo Instituto Brasileiro de Geografia e Estatística (IBGE), é composta por oito municípios, sendo o município de Araçuaí o mais populoso com uma população estimada de 36 715 habitantes.

## Municípios
| Município               | População (est. 2021) | Área          | Fonte |
| ----------------------- | --------------------- | ------------- | ----- |
| Araçuaí                 | 36 715                | 2 236,279 km² | [ 2 ] |
| Berilo                  | 11 813                | 587,106 km²   | [ 3 ] |
| Coronel Murta           | 9 209                 | 815,413 km²   | [ 4 ] |
| Francisco Badaró        | 10 311                | 461,481 km²   | [ 5 ] |
| Itinga                  | 15 053                | 1 649,622 km² | [ 6 ] |
| Jenipapo de Minas       | 7 781                 | 284,453 km²   | [ 7 ] |
| José Gonçalves de Minas | 4 474                 | 381,332 km²   | [ 8 ] |
| Virgem da Lapa          | 13 729                | 868,914 km²   | [ 9 ] |